# Cataulacus regularis
Espèce
Cataulacus regularis est une espèce de fourmis de la sous-famille des Myrmicinae.